# جورج هانتر (بوکسور)
جورج هانتر (انگلیسی: George Hunter؛ ۲۲ ژوئیه ۱۹۲۷ – ۱۲ دسامبر ۲۰۰۴) بوکسور اهل آفریقای جنوبی بود.
وی در مسابقات کشوری و بین‌المللی در مجموع برندهٔ ۱ مدال طلا شده‌است.